# Миролюбовка (Новомосковский район)
Миролюбовка (укр. Миролюбівка) — посёлок,
Голубовский сельский совет,
Новомосковский район,
Днепропетровская область,
Украина.
До 2016 года село носило название Выдвиженец .
Код КОАТУУ — 1223282002. Население по переписи 2001 года составляло 995 человек .

## Географическое положение
Посёлок Миролюбовка находится на расстоянии в 2,5 км от сёл Воскресеновка и Троицкое.
По посёлку протекает пересыхающий ручей с запрудой.
Рядом проходит железная дорога, станция Платформа 137 км в 1-м км.В поселке находится железнодорожная платформа 140 км

## Экономика
- «Возрождение», агрофирма, ООО.
- «Любимовка», кооператив.

## Объекты социальной сферы
- Школа.